# Vivian Sevenich
Vivian Sevenich, född 28 februari 1993 i Winterswijk i Achterhoek i Gelderland, är en nederländsk vattenpolospelare (centerforward) som sedan 2014 spelar för Waterpolo Messina. Hon ingick i Nederländernas damlandslag i vattenpolo vid världsmästerskapen i simsport 2013.
Sevenich tog EM-silver år 2014 i Budapest efter finalförlust mot Spanien med siffrorna 5–10. Hon satte öppningsmålet i finalmatchen.